# Mérouville
Mérouville ist eine französische Gemeinde mit 215 Einwohnern (Stand: 1. Januar 2022) im Département Eure-et-Loir in der Region Centre-Val de Loire. Sie gehört zum Arrondissement Chartres und ist Mitglied im Gemeindeverband Communauté de communes Cœur de Beauce. Die Einwohner werden Mérouvillois und Mérouvilloises genannt.

## Geographie
Mérouville liegt etwa 35 Kilometer ostsüdöstlich von Chartres. Umgeben wird Mérouville von den Nachbargemeinden Baudreville im Westen und Norden, Gommerville im Nordosten, Intréville im Osten, sowie Neuville Saint Denis im Süden.

## Antike
Nordöstlich von Mérouville konnten römische Siedlungsreste auf Luftbildern identifiziert werden. Eine silberne Kragenschale, die schon um 1886 gefunden wurde, befindet sich heute im Musée des Beaux-Arts in Lyon.

## Bevölkerungsentwicklung
| Jahr                       | 1962 | 1968 | 1975 | 1982 | 1990 | 1999 | 2006 | 2013 | 2020 |
| Einwohner                  | 246  | 228  | 215  | 206  | 201  | 181  | 229  | 219  | 212  |
| Quellen: Cassini und INSEE |      |      |      |      |      |      |      |      |      |

## Sehenswürdigkeiten
- Kirche Saint-Benoît aus dem 13. Jahrhundert

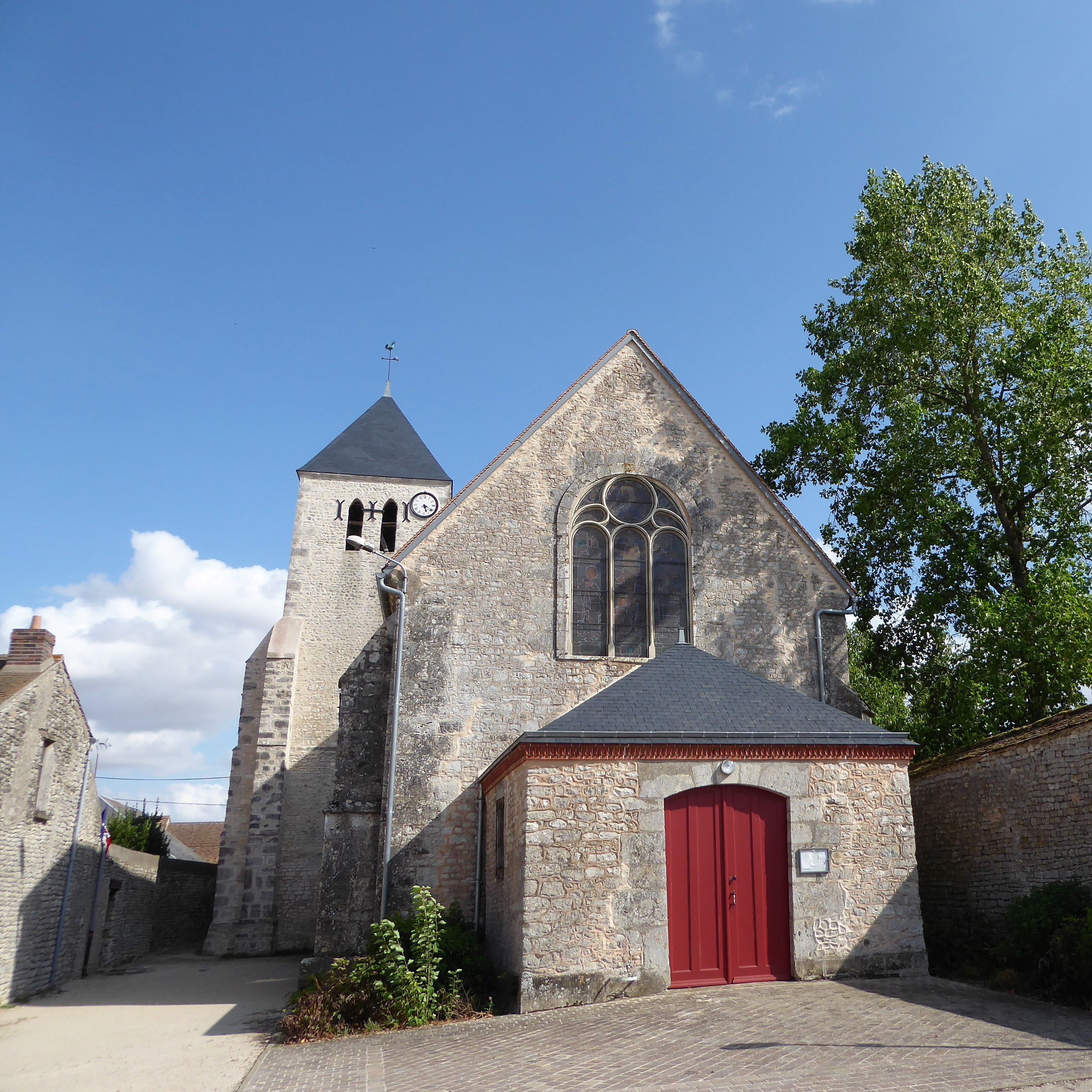
Kirche Saint-Benoît